# Спорт на пілоні
Спорт на пілоні (англ. Pole sport) — напрямок у спорті, в якому повітряно-акробатичні вправи, виконуються під музичний супровід на сталевих пілонах. Цей снаряд може бути як статичним так і мати функцію обертання навколо своєї осі. Станом листопад 2017, спорт на пілоні представлений в міжнародних і національних федераціях або як окремий вид спорту (POSA, IPSF).

## Історія виникнення
- маллакхамб (англ. mallar-kambam) — є традиційним індійським видом спорту, в якому виконуються динамічні (акробатичні) і статичні (йога) вправи на вертикально розташованому дерев'яному стовпі.
- китайський пілон — відомий як одна з видовищних практик ченців Шаоліня, а також китайських циркових мистецтв; напрямок, в якому монахи або циркові демонструють акробатичні трюки на паралельно стоять вертикальних жердинах.
- Дослідники вважають, що спорт на пілоні, який має сучасний вигляд, зародився у 1980-х роках у Канаді. Згодом став набирати швидкі темпи в США, потім з'явився в Австралії, Європі, Китаї.

## Розвиток спорту на пілоні у світі
Спорт на пілоні  виник шляхом ускладнення техніки виконання елементів. Згодом у виступах учасників оцінювали не лише артистизм, але й техніку і складність виконання елементів. Для об'єктивності оцінки організатори розробляли правила спортивних турнірів, в яких виділялися додаткові критерії для оцінки техніки. Створено обов'язкові  елементи, за вірне виконання яких нараховувалися бали або знімалися за наявності помилок.
Перша з федерацій, що офіційно визнала про розвиток pole sport як самостійного спортивного спрямування «International Pole Sports Federation».У 2010 опубліковано офіційні правила і проведено міжнародний спортивний турнір.